# Palais de la Caisse d'épargne (Bologne)
Le Palais de la Caisse d'épargne de Bologne (en italien : Palazzo della Cassa di Risparmio)  est un édifice de style éclectique de la fin du XIXe siècle situé au cœur de Bologne, entre la Via Farini et la Piazza Minghetti. Il a été construit comme siège de la Cassa di Risparmio à Bologne.

## Histoire et description
Le palais a été construit entre 1868 et 1873 sur un projet de Giuseppe Mengoni, dans un style éclectique. Par la suite, il a subi de nombreuses rénovations, dont la dernière vers 1950 a entraîné la couverture de la cour intérieure, la transformant en locaux utilisables pour les activités de bureaux et de représentation de la banque.